# Богатые и знаменитые (фильм)
«Богатые и знаменитые» (англ. Rich and Famous) — американский художественный фильм 1981 года, драма,  Последний фильм, снятый режиссёром Джорджем Кьюкором. Создан фильм на студии Metro-Goldwyn-Mayer.
Главные роли в этом фильме исполнили Жаклин Биссет и Кэндис Берген. Фильм является ремейком драмы Винсента Шермана «Верная подруга» 1943 года. Сценарий к фильму, написанный Джеральдом Айресом, получил премию Американской гильдии сценаристов (WGA).

## Сюжет
Фильм рассказывает историю жизни двух женщин. Лиз Гамильтон и Мэри Ноэль познакомились и сдружились ещё в колледже, когда жили в одной комнате. У Лиз и Мэри разные жизненные устремления. Лиз вся погружена в литературу и мечтает стать известным писателем. Мэри же, белокурая красотка из Атланты, только и думает о том, как она выйдет замуж, заведёт детей и заживёт умиротворённой домашней семейной жизнью.
Проходит время, и каждый добивается своего. Сразу же после завершения колледжа Смита в середине 50-х годов Лиз пишет свою первую книгу, которая становится популярной, а сама она через некоторое время становится «серьёзным» уважаемым романистом.
Мэри же выходит замуж. Вместе с мужем они живут на берегу моря в Малибу, у них уже растёт дочь. Но Мэри несколько завидует Лиз в её литературном творчестве, и тоже решает написать книгу. И вот её роман готов, с помощью Лиз она находит издателя. Книга издана и пользуется бешеным успехом. Слава и богатство Мэри начинают затмевать достижения Лиз. Это приводит к ревности между подругами, а также к проблемам в браке у Мэри.

## В ролях
- Кэндис Берген — Мэри Ноэль Блейк
- Жаклин Биссет — Лиз Гамильтон
- Мег Райан — Дебби Блейк (в 18 лет)
- Стивен Хилл — Жюль Леви
- Роже Вадим — гость на вечеринке
- Нина Фох — гость на литературной вечеринке
- Дэвид Селби — Дуг Блейк
- Харт Бохнер — Крис Адамс
- Майкл Брэндон — Макс
- Николь Эггерт — Дебби (в 8 лет)

## Критика
Отзывы критиков по поводу фильма были смешанными.
Винсент Кэнби из The New York Times написал: «Фильм не может решить, идет речь о сложной, но полезной дружбе, или о современной литературной сцене. Он терпит неудачу в обоих случаях. Виновник — Джеральд Айрес, он очень слабо распорядился своими талантами. Он, похоже, не способен написать ни романтическую драму, ни осознанную сатиру. Мистер Айрес иногда может писать хорошо и мудро… Но у него нет особого понимания сцены. Он также никогда не убеждает нас в силе дружбы. Хотя миссис Биссет и Берген привлекательные актрисы, фильм не держится на них».
Роджер Эберт из Chicago Sun-Times заметил: «Этот фильм — очень любопытен. Это хороший плохой фильм, такой как „Обратная сторона полуночи“. В нём есть сцены, из-за которых вам хочется извиваться от их неловкости и натужности, и всё же вы не хотите отводить взгляд, и вам не скучно. У фильма есть смелость пойти на крайности, и некоторые из этих крайностей, возможно, не являются искусством, но, безусловно, незабываемы … Это скользкая, дрянная, развлекательная мелодрама, со слишком многими тупыми сценами, чтобы считаться успешными».
Variety писали: «Хотя не без проблем, этот фильм — драма, захватывающая некоторыми отдельными качествами, величайшим из которых является смелая и в значительной степени великолепная работа Жаклин Биссет. Для яркого, утонченного произведения, такого как это. В частности, под руководством неудержимо элегантного Джорджа Кьюкора, довольно резкий, мрачный визуальный стиль удивляет».
TV Guide оценил фильм на одну из четырёх звезд и прокомментировал: «Это мог бы быть — и так и есть — очень забавный фильм; к сожалению, бо́льшая часть смеха вызвана неумышленно. Эта глянцевая мыльная опера страдает от неспособности Кьюкора контролировать своих актёров. Кроме того, костюмы ужасны. В фильме просто не хватает утонченного стиля, который сделал Кьюкора знаменитым».
Time Out London писали: «Учитывая, что ни Биссе, ни Берген никогда не проявляли ни малейших актёрских способностей раньше в кино, их работы в этой свободной интерпретации „Старого знакомого“ очень неплохи. Конечно, большая часть заслуг должна отойти режиссёру, ветерану, но фильм разочаровывает в его неуверенной обработке второстепенных персонажей».